# Imasgo (Guiba)
Pour les articles homonymes, voir Imasgo.
Imasgo est une commune rurale située dans le département de Guiba de la province du Zoundwéogo dans la région Centre-Sud au Burkina Faso.

## Géographie
Imasgo est localisé à 4 km au nord-ouest de Guiba et à 13 km au nord-ouest du centre de Manga. Le village est traversé par la route nationale 17.

## Économie
Imasgo bénéficie de sa localisation sur la RN 17 pour les échanges marchands dans la région à travers l'activité de son marché.

## Santé et éducation
Le centre de soins le plus proche d'Imasgo est le centre de santé et de promotion sociale (CSPS) de Guiba tandis que le centre médical (CMA) le plus proche se trouve à Manga.